# Gare de Roanne
Gare de Roanne – stacja kolejowa w Roanne, w departamencie Loara, w regionie Owernia-Rodan-Alpy, we Francji. 
Jest stacją Société nationale des chemins de fer français (SNCF) obsługiwaną przez pociągi Intercités, ale także regionalne TER Rhône-Alpes. Jest również stacją towarową zarządzaną przez Fret SNCF.
Dziennie z usług stacji korzysta 3 300 pasażerów, stacja obsługuje 86 pociągów.